# Cách mạng tư sản
Cách mạng tư sản, theo học thuyết Marx, là cuộc cách mạng do giai cấp tư sản (hoặc tầng lớp đại diện cho phương thức sản xuất tư bản chủ nghĩa như chủ nô, quý tộc mới) lãnh đạo nhằm lật đổ chế độ phong kiến, thiết lập nền thống trị của giai cấp tư sản, mở đường cho sự phát triển của chủ nghĩa tư bản. Cách mạng tư sản xảy ra vì chế độ phong kiến kìm hãm sự phát triển của nền kinh tế tư bản.
Thuật ngữ cách mạng tư sản thường được dùng theo nghĩa đối lập, tương phản với cách mạng vô sản.
Cách mạng tư sản bắt đầu từ thế kỷ 16 kéo dài tới thế kỷ 20. Nó đã thiết lập nền dân chủ tư sản và tạo ra phát triển mạnh mẽ của lực lượng sản xuất, đồng thời có một tiến bộ vượt bậc về phương thức sản xuất, là một bước tiến có ý nghĩa lịch sử trong xã hội loài người. Mặc dù vậy, những học giả chủ nghĩa xã hội khoa học cho rằng cách mạng tư sản vẫn là sự thay thế chế độ bóc lột phong kiến bằng chế độ bóc lột tư bản chủ nghĩa, chưa giải quyết được vấn đề cơ bản của xã hội là xóa bỏ chế độ người bóc lột người.

## Một số cuộc cách mạng tư sản tiêu biểu
- Cách mạng tư sản Hà Lan
- Cách mạng tư sản Anh
- Cách mạng tư sản Pháp
- Cách mạng tư sản ở Bắc Mỹ
- Cách mạng Tân Hợi
- Cách mạng Thiên hoàng Minh Trị
- Cải Cách ở Xiêm